# Le regole del gioco (film 2007)
Le regole del gioco (Lucky You) è un film del 2007 diretto da Curtis Hanson.

## Trama
Huck Cheever è un giocatore di poker professionista, passione tramandata dal padre L.C., due volte campione del mondo di Texas hold 'em.
Huck nutre rancore nei confronti del padre per aver abbandonato la madre, morta qualche anno dopo. Nel suo girare per i casinò di Las Vegas incontra Billie Offer, aspirante cantante, di cui si innamora.
I soldi vinti al tavolo da poker a Huck non mancano, ma regolarmente poi perde tutto per vari motivi, di cui il principale è il continuo tentativo di battere il padre. Riesce comunque a procurarsi i 10.000 dollari necessari a pagare l'iscrizione al Main Event delle World Series of Poker e con abilità si fa strada nel torneo, arrivando sino al tavolo finale. Qui tra i suoi avversari ritrova anche il padre. La partita si svolge in un clima di grande tensione, eliminazione dopo eliminazione, e gli ultimi tre giocatori rimasti sono Huck, il padre L.C. ed un giocatore al suo primo torneo dal vivo.
Durante una pausa Huck ed il padre si incontrano. L.C. spiega al figlio che lui e la madre si erano riappacificati prima che lei morisse e inoltre gli confida che il suo più grande sogno sarebbe diventare per la terza volta campione del mondo per entrare nella storia del poker.
I due si scontrano poche mani dopo e Huck, pur avendo una mano migliore passa per consentire al padre di realizzare il proprio sogno; cosa che non si avvererà in quanto verrà sconfitto nel testa a testa finale con l'ultimo giocatore rimasto.
Ormai riappacificati, Huck e L.C. si incontrano dopo il torneo per giocare una partita con le monetine, come erano soliti fare quando Huck era bambino.